# Musaranya ratolí d'Eisentraut
La musaranya ratolí d'Eisentraut (Myosorex eisentrauti) es troba només a l'illa de Bioko (Guinea Equatorial).
Es veu amenaçada d'extinció per la pèrdua del seu hàbitat natural.